# Setge d'Hostalric (1810)

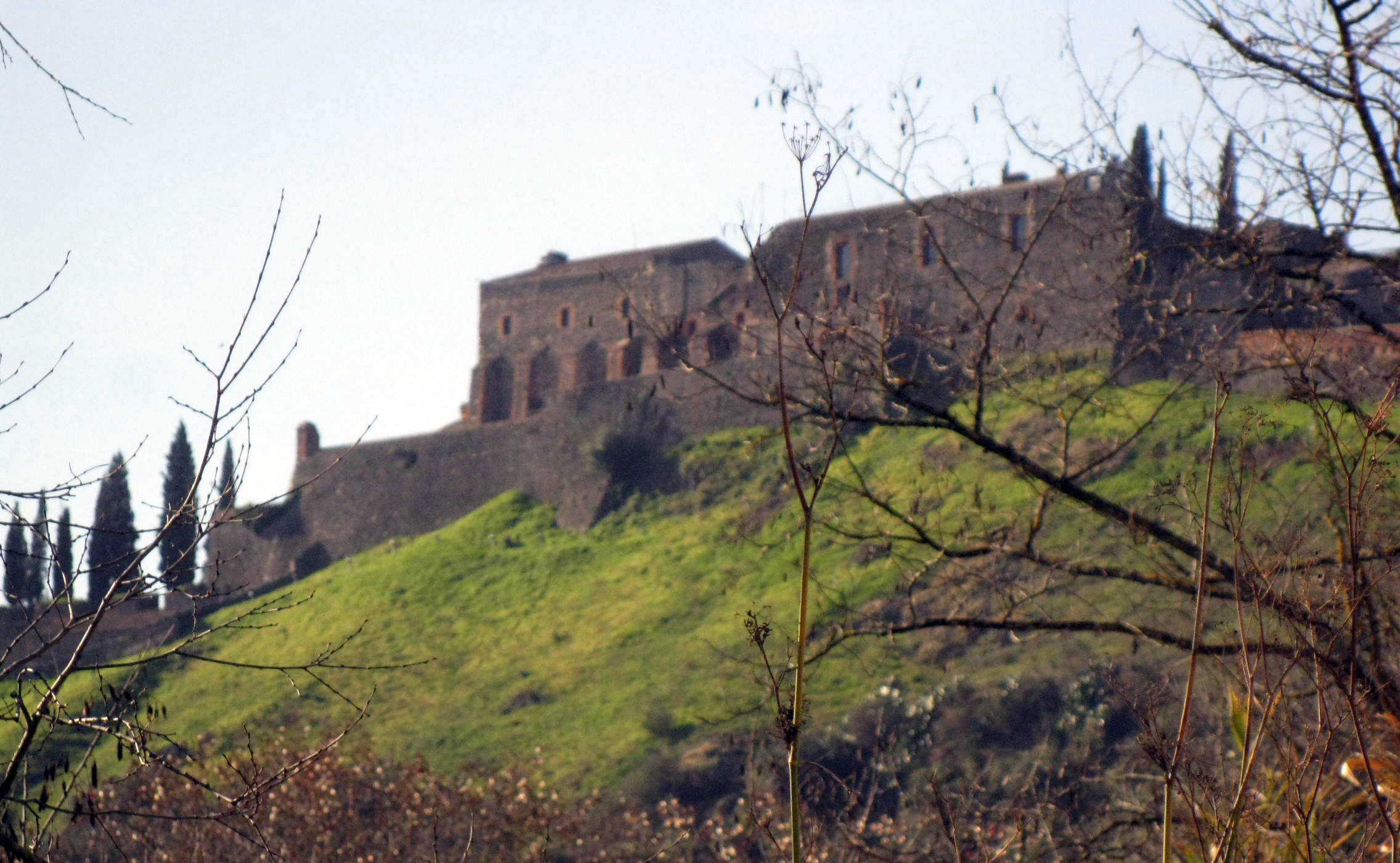

El setge d'Hostalric de 1810 fou el setge que patí la vila d'Hostalric, a la Selva, durant el 1810 en el marc de la Guerra del Francès. Després de 5 mesos de setge la vila acabà rendint-se a les tropes franceses. La defensa fou liderada pel comandant espanyol Julián Estrada.

## Antecedents
Des d'antic Hostalric és una plaça d'importància estratègica, ja que és l'únic pas natural entre Girona i Barcelona. Aquest fet feu que les tropes franceses intentessin, sense èxit, ocupar la vila el juliol de 1808. Durant els dos primers setges de Girona des d'Hostalric es dificultaven les comunicacions entre Barcelona i França i s'enviaven, moltes vegades sense èxit, queviures i forces per a resistir dits setges, i després de la rendició de Girona els francesos es plantegen seriosament el setge de la fortificació d'Hostalric

## El setge
L'11 de gener de 1810 arriben a Hostalric 2.500 infants i 200 cavalls francesos que serien reforçats, ven aviat, per 3.500 soldats sota les ordres del general Luigi Mazzucchelli. La fortalesa, sota les ordres del comandant Julián Estrada, quedà bloquejada i s'inicia el setge.
Els assetjadors francesos havien de fer front, a banda del foc de la fortalesa, a les accions hostils dels sometents dels pobles veïns de Breda, Sant Celoni i Tordera, entre d'altres.
El 21 de gener el francesos aconsegueixen la primera victòria: ocupen la Torre dels Frares, defensada per 25 miquelets del terç de Girona que després de 3 dies d'atacs i veient que el seu capità és mort rendeixen la torre, mentre les tropes franceses de Guillaume Philibert Duhesme, provinents de Barcelona reben l'atac de diferents partides provinents del Vallés que procuren trencar el setge per fer entrar queviures i reforços. La resposta francesa fou acarnissada, iniciaren un bombardeig ininterromput durant els següents 9 dies, usant artilleria portada des de Girona.
El 5 de març miquelets del Maresme aconsegueixen trencar el setge i poden fer entrar reforços a la plaça, és l'últim cop que s'aconsegueix.
Els francesos fortifiquen les seves posicions i inicien un bombardeig sistemàtic per tal d'enderrocar les muralles de la fortalesa.
Finalment, la nit del 12 de maig, amb les muralles derruïdes, el subministrament d'aigua tallat i sense possibilitat de resistir amb èxit, el comandant Estrada organitza una sortida a la desesperada per tal de fugir. Malgrat que inicialment, i gràcies al foc de cobertura del sometent i els ferits que resten a la fortalesa, poden fugir de la plaça, els fugits es troben a l'alçada de Sant Feliu de Buixalleu amb una columna francesa que aconsegueix capturar, entre d'altres, al comandant Estrada.
El 13 de maig les tropes franceses ocupen la fortalesa.

## Conseqüències

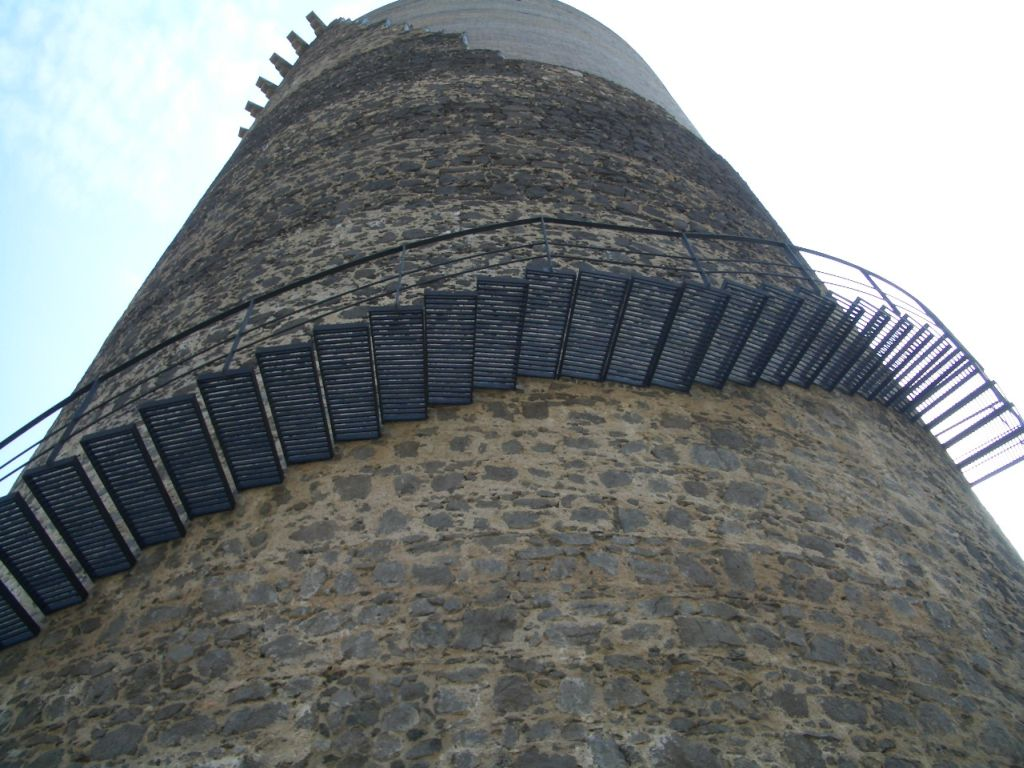
Torre dels Frares

La vila d'Hostalric queda pràcticament derruïda. Després de cinc mesos de setge i més de 6.000 bombes llençades feren que de les dues-centes cases de la vila només quatre restaren intactes.
Del setge aconseguiren escapar uns set-cents homes que es reuniren a Vic on el Capità General O'Donnell els concedí una medalla d'or.
Els malalts i ferits que quedaren en la fortalesa, unes 100 persones, salvaren la vida gràcies a les negociacions que pogué fer l'interventor de l'hospital, Manuel Miguel Mellado, amb el general Mazzucchelli, qui convençut per l'interventor retingué les seves tropes d'entrar a "sang i foc" a la fortalesa.